# Baja Edad Media

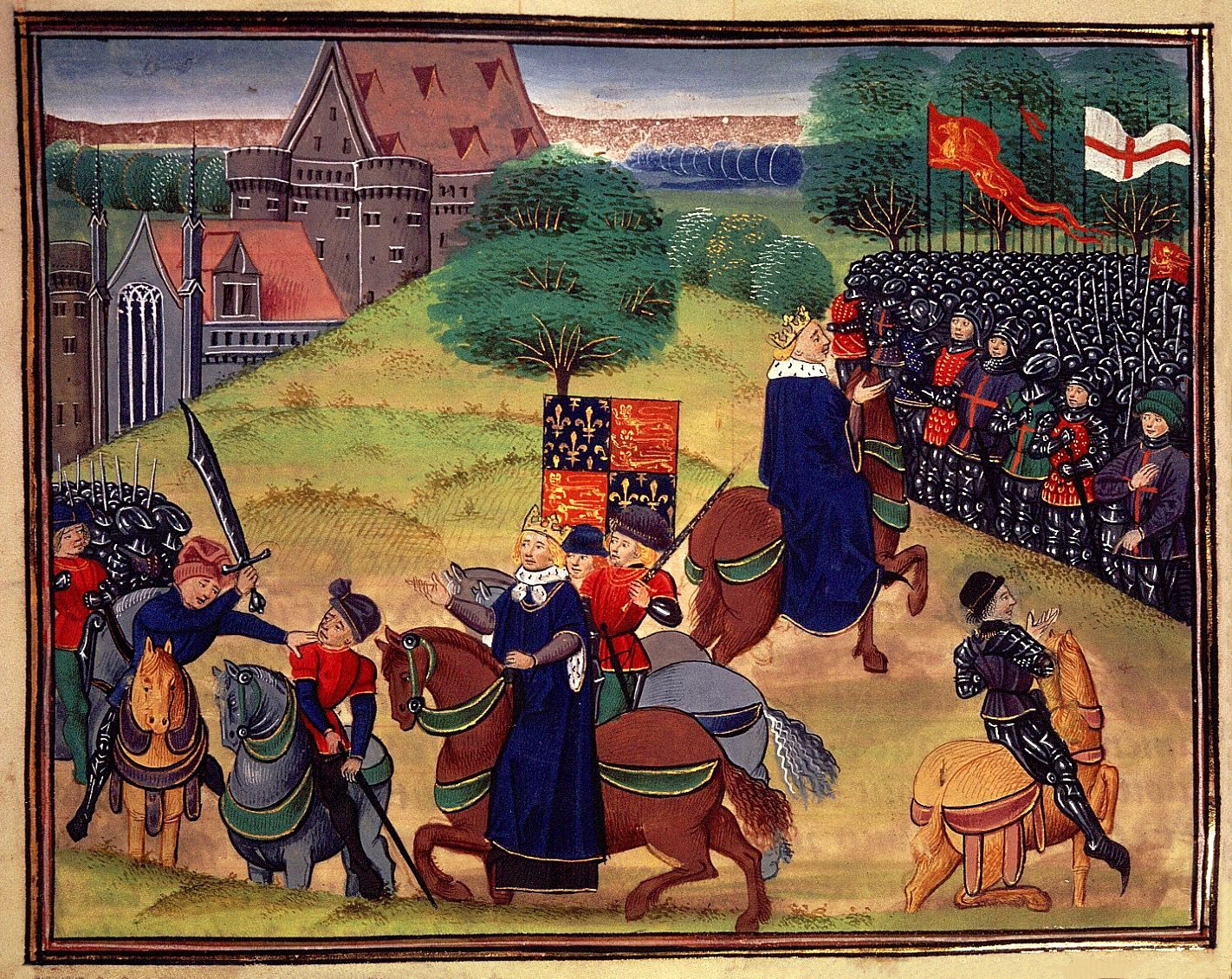
Muerte de Wat Tyler, líder de la revuelta campesina de 1381 en Inglaterra.

La Baja Edad Media constituye el último periodo de la Edad Media y comprende los siglos XIV y XV —aunque algunos historiadores sitúan su comienzo en el siglo XI negando la existencia del periodo de la Plena Edad Media (siglos XI al XIII)— y no faltan quienes consideran que la Baja Edad Media engloba a la Plena Edad Media como una etapa primera, mientras estos últimos siglos sería la etapa de la Crisis de la Edad Media. Estuvo marcada por la crisis desencadenada por el impacto de la peste negra iniciada en 1348 y que redujo la población europea a menos de la mitad.

## El concepto de Baja Edad Media
La Baja Edad Media es un término que a veces produce confusión, pues procede de un equívoco etimológico entre alemán y castellano: baja no significa decadente, sino reciente; por oposición al alta de la Alta Edad Media, que significa antigua (en alemán alt: viejo, antiguo). No obstante, es cierto que desde alguna perspectiva historiográfica puede verse al conjunto del periodo medieval como el ciclo de nacimiento, desarrollo, auge e inevitable caída de una civilización, modelo interpretativo que inició Gibbon para el Imperio romano (donde es más obvia la oposición entre Alto Imperio y Bajo Imperio) y que se ha aplicado con mayor o menor fortuna a otros contextos históricos y artísticos.
El símil astronómico de ocaso, que Johan Huizinga convierte en otoño, es utilizado con mucha frecuencia en la historiografía, con un valor analógico que más que una decadencia en lo económico o lo intelectual refleja un claro agotamiento de los rasgos específicamente medievales frente a sus sustitutos modernos.

## La crisis delsigloXIV
El final de la Edad Media llega con el comienzo de la transición del feudalismo al capitalismo, otro periodo secular de transición entre modos de producción que no finalizará hasta el final del Antiguo Régimen y el comienzo de la Edad Contemporánea, con lo que tanto este último periodo medieval como la Edad Moderna entera cumplen un papel similar y cubren una similar extensión temporal (500 años) a lo que significó la Antigüedad Tardía para el comienzo de la Edad Media.
La ley de rendimientos decrecientes empezó a mostrar sus efectos a medida que el dinamismo de los campesinos forzó la roturación de tierras marginales y las lentas mejoras técnicas no podían sucederse a un ritmo semejante. La coyuntura climática cambió, acabando con el denominado óptimo medieval que permitió la colonización de Groenlandia y el cultivo de vides en Inglaterra. Las malas cosechas condujeron a hambrunas que debilitaron físicamente a las poblaciones, preparando el terreno para que la Peste negra de 1348 fuera una catástrofe demográfica en Europa. La repetición sucesiva de epidemias caracterizó un ciclo secular.

### Consecuencias de la crisis

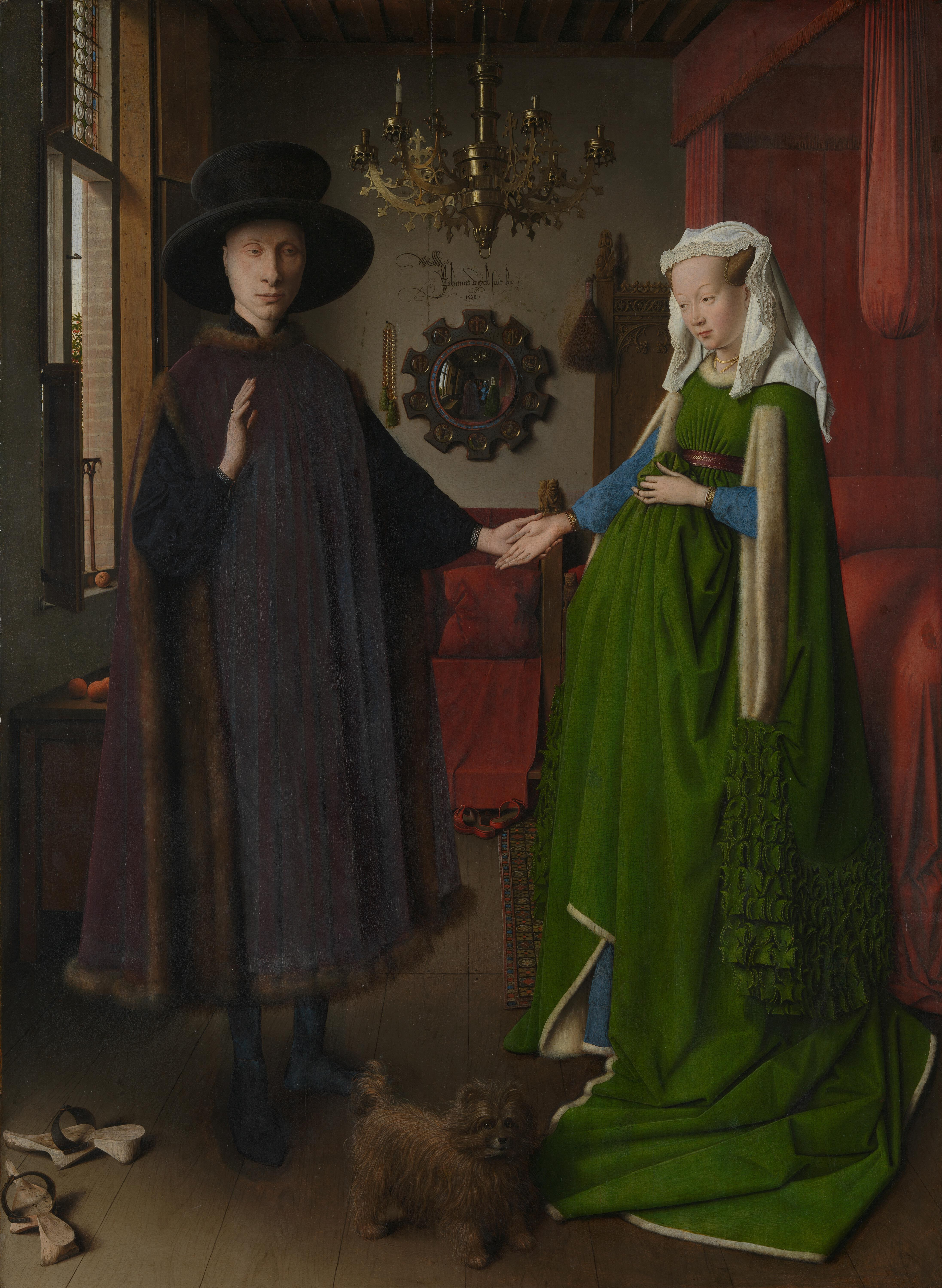
El matrimonio Arnolfini, por Jan van Eyck (1430), representa el interior de una acomodada casa burguesa, que ambientan bien algunos de los nuevos valores de esa emergente clase social: la propiedad privada ganada con el trabajo, la familia nuclear, la moderación, la discreción y la privacidad. La escena transcurre en Flandes, un emporio comercial y artesanal, que suscitó el florecimiento de una nueva forma de pintura, la de los primitivos flamencos que entre otras innovaciones, iniciaron la pintura al óleo, lo que permitía detalles sutilísimos para hacer cada vez más fieles los retratos, un género que siglos antes no tenía ninguna demanda social.

Las consecuencias no fueron negativas para todos. Los supervivientes acumularon inesperadamente capital en forma de herencias, que pudo en algunos casos invertirse en empresas comerciales, o acumularon inesperadamente patrimonios nobiliarios. Las alteraciones de los precios de mercado de los productos, sometidos a tensiones nunca vistas de oferta y demanda cambió la forma de percibir las relaciones económicas: los salarios (un concepto, como el de circulación monetaria ya de por sí disolvente de la economía tradicional) crecían al tiempo que las rentas feudales pasaron a ser inseguras, obligando a los señores a decisiones difíciles. Alternativamente primero tendieron a ser más comprensivos con sus siervos, que a veces estuvieron en situación de imponer una nueva relación, liberados de la servidumbre; mientras que en un segundo momento, sobre todo tras algunas rebeliones campesinas fracasadas y duramente reprimidas, impusieron en algunas zonas una nueva refeudalización, o cambios de estrategia productiva como el paso de la agricultura a la ganadería (expansión de la Mesta).
El negocio lanero produjo curiosas alianzas internacionales e interestamentales (señores ganaderos, mercaderes de la lana, artesanos de paños) que suscitaron verdaderas guerras comerciales (en ese sentido se ha podido interpretar las cambiantes alianzas y divisiones internas Inglaterra-Francia-Flandes durante la guerra de los Cien Años, en la que Castilla se implicó en su propia guerra civil). Únicamente los nobles con más capacidad (demostrada la mayor parte de las veces por el despojo de nobles con menos capacidad) pudieron convertirse en una gran nobleza o aristocracia de grandes casas nobiliarias, mientras que la pequeña nobleza se empobrecía, reducida a la mera supervivencia o a la búsqueda de nuevos tipos de ingresos en la creciente administración de las monarquías, o a los tradicionales de la Iglesia.
En las instituciones del clero también se va abriendo un abismo entre el alto clero de obispos, canónigos y abades y los curas de parroquias pobres; y el bajo clero de frailes o clérigos vagabundos, de opiniones teológicas difusas, o bien supervivientes materialistas en la práctica, goliardos o estudiantes sin oficio ni beneficio.
En las ciudades, la alta burguesía y la baja burguesía viven un similar proceso de separación de fortunas, que hace imposible mantener que un aprendiz o incluso un oficial o un maestro de taller pobre tenga algo que ver con un mercader enriquecido por el comercio a larga distancia de la Hansa o las ferias de Champaña y de Medina, o un médico o un letrado salidos de la universidad para entrar en la alta sociedad. Se va abriendo paso la posibilidad (antes inaudita) de que la condición social dependa más de la capacidad económica (no necesariamente ligada siempre a la tierra) que del origen familiar.
Frente al mundo medieval de los tres órdenes, basado en una economía agraria y firmemente ligada a la posesión de la tierra, emerge un mundo de ciudades basado en una economía comercial. Los centros de poder se desplazan hacia los nuevos burgos. Estos reequilibrios se vieron reflejados en los campos de batalla, ya que los caballeros feudales empezaron a ser superados por el desarrollo de técnicas militares como el arco de tiro largo, arma que los ingleses usaron para barrer a los franceses en la batalla de Agincourt, en 1415, o la pica, usada por la infantería de mercenarios suizos. Es en esta época cuando aparecen los primeros ejércitos profesionales, compuestos por soldados a los que no les une un pacto de vasallaje con su señor sino la paga. A partir del siglo XIII se registran en Occidente los primeros usos de la de pólvora, invención china extendida desde la India por los árabes, pero de forma muy discontinua. Roger Bacon la describe en 1216 y hay relatos del uso de armas de fuego en la defensa musulmana de Sevilla (1248) y Niebla (España) (1262, véase El cañón en la Edad Media). Con el tiempo, el oficio militar se envilece, devaluando las funciones de la nobleza con las de la caballería y los castillos, que quedan obsoletos. El aumento de los costes y las tácticas de batallas y asedios traerá como consecuencia el aumento del poder del rey frente a la aristocracia. La guerra pasa a depender no de las huestes feudales, sino de los crecientes impuestos, pagados por los no privilegiados.

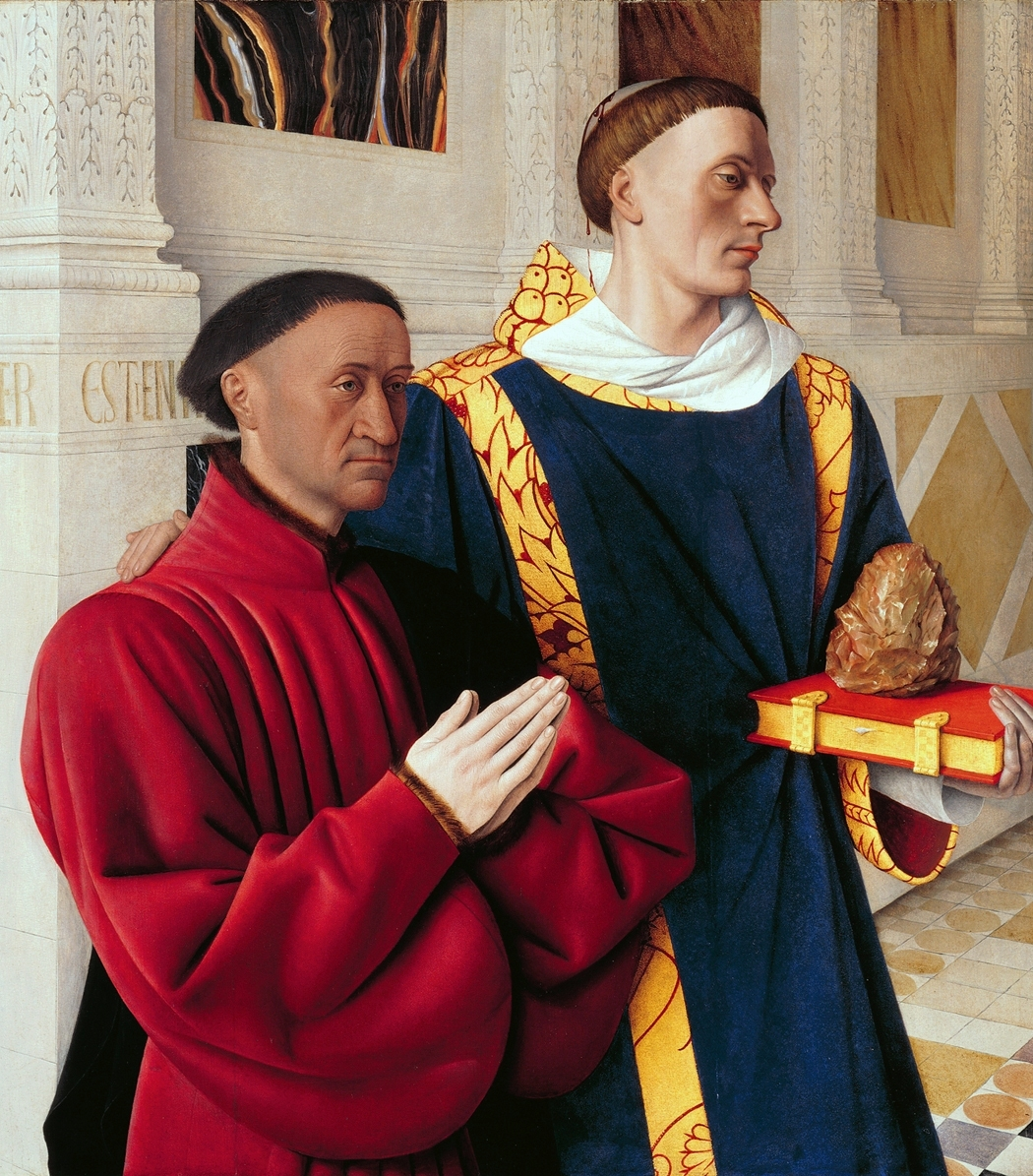
Díptico de Melun, de Jean Fouquet (1450). Panel izquierdo: Étienne Chevalier, el donante, con San Esteban, su santo patronímico. En otra época, la perspectiva jerárquica hubiera distanciado a un simple mortal, por muy poderoso que fuera, de personajes celestiales.

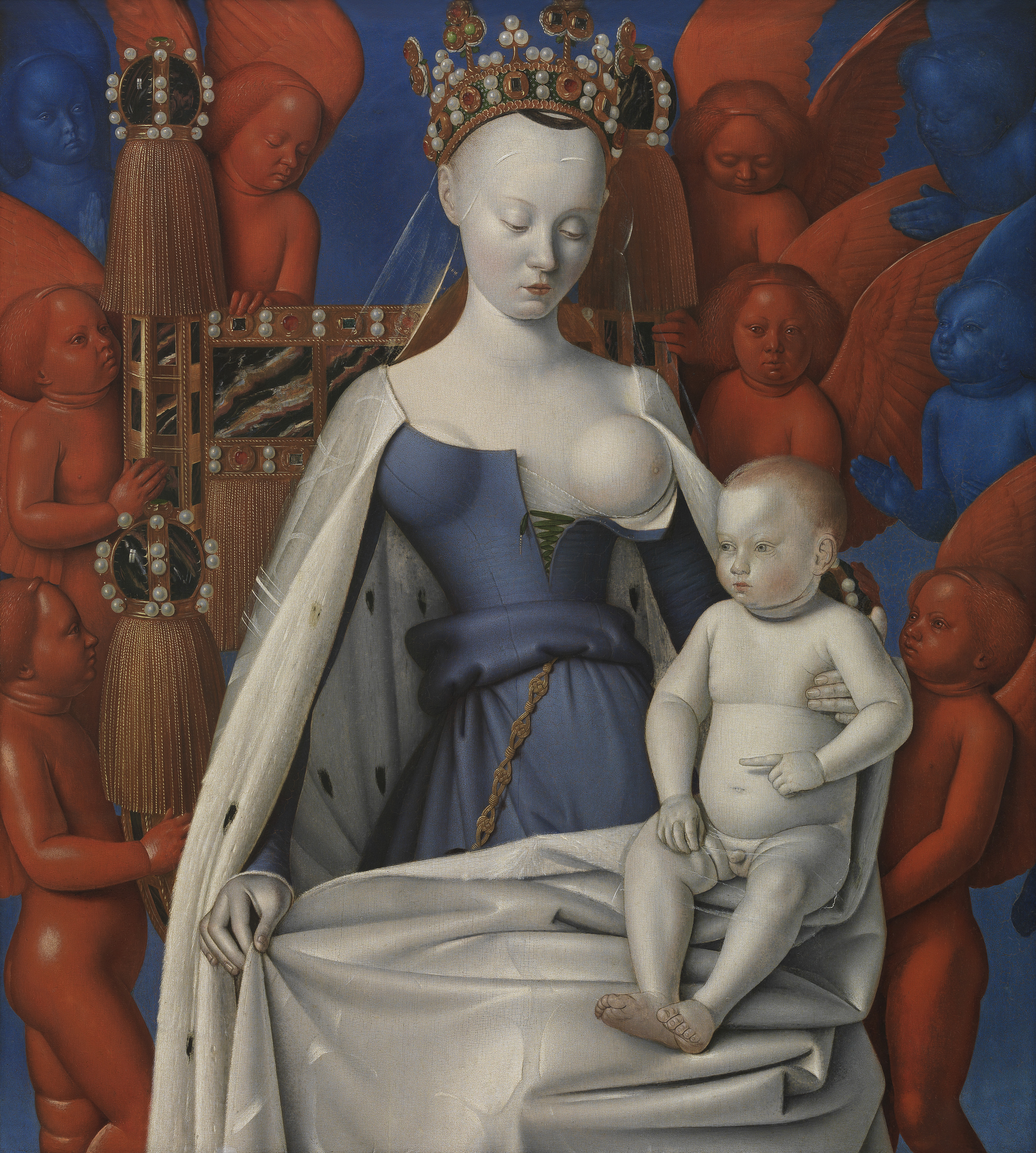
Mismo díptico, Panel derecho: La Virgen con el Niño. La modelo fue Agnès Sorel, amante del rey Carlos VII de Francia, lo que aumenta el atrevimiento de la representación, que aun así resultaba asumible por la sensibilidad de la época.

## Nuevas ideas
Las nuevas ideas religiosas —que se adaptan mejor a la forma de vida de la burguesía que a la de los privilegiados— ya estuvieron en el fermento de las herejías que se habían producido previamente, a partir del siglo XII (cátaros, valdenses), y que habían encontrado eficaz respuesta en las nuevas órdenes religiosas mendicantes, insertas en el entorno urbano; pero en los últimos siglos medievales el husismo o el wycliffismo tienen una mayor proyección hacia lo que será la Reforma protestante del siglo XVI. El milenarismo de los flagelantes convivía con el misticismo de un Tomás de Kempis y con los desórdenes y corrupción de costumbres en la Iglesia que culminaron en el Cisma de Occidente. Fue devastador el impacto que tuvo en la cristiandad occidental el espectáculo de dos (y hasta tres) papas excomulgándose mutuamente (y a emperadores, reyes y obispos, y con ellos a todos sus sacerdotes y fieles), uno en la llamada cautividad de Aviñón a la que le sometía el rey de Francia (fille ainée de l'Eglise —hija mayor de la Iglesia—), otro en Roma y un tercero elegido por el Concilio de Pisa (1409). La situación no se recondujo totalmente ni siquiera con el Concilio de Constanza (1413), que si hubieran prosperado las tesis conciliaristas se habría convertido en una especie de parlamento europeo supranacional, cuasi-soberano y competente en toda clase de temas. Hasta la humilde Peñíscola se llegó a convertir por algún tiempo en el centro del mundo cristiano —para los escasos seguidores del Papa Luna—.
Los intentos de imprimir mayor racionalidad al catolicismo ya venían estando presentes desde la cumbre de la escolástica de los siglos XII y XIII con Pedro Abelardo, Tomás de Aquino o Roger Bacon; pero ahora esa escolástica se enfrenta a su propia crisis y cuestionamiento interno, con Guillermo de Ockham o Duns Scoto. La mentalidad teocéntrica iba lentamente dando paso a una nueva antropocéntrica, en un proceso que culminará con el humanismo del siglo XV, en lo que ya puede denominarse Edad Moderna. Ese cambio no se limitó únicamente a las élites intelectuales: personalidades extravagantes, como Juana de Arco, se convierten en héroes populares (con el contrapunto de otras terribles, como Gilles de Rais —Barba Azul—); la mentalidad social va alejándose del conformismo temeroso para acoger otras concepciones que implican una nueva forma de afrontar el futuro y las novedades:

Hoy comamos y bebamos y cantemos y holguemos, que mañana ayunaremos.
Villancico de Juan del Encina

El anonimato conscientemente buscado en el que vivieron silenciosamente generaciones durante siglos

Non nobis, Domine, non nobis,
sed nomini tuo da gloriam
¡No a nosotros, Señor, no a nosotros,
sino a tu nombre da la gloria!
 Salmos 115:1, musicalizado y utilizado muy frecuentemente para uso litúrgico.

Se adoptó como lema de los templarios y aparece en la obra Enrique V de Shakespeare.

y que seguirá siendo la situación de los humildes durante los siglos siguientes, da paso a la búsqueda de la fama y de la gloria personal, no solo entre los nobles, sino en todos los ámbitos sociales: los artesanos comienzan a firmar sus productos (desde las obras de arte a las marcas artesanas), y cada vez es menos excepcional que cualquier acto de la vida deje su huella documental (libros parroquiales, registros mercantiles, escribanos, protocolos notariales, actos jurídicos).
El desafío al monopolio económico, social, político e intelectual de los privilegiados, creaba lentamente nuevos espacios de poder en beneficio de los reyes, así como un lugar cada vez más amplio para la burguesía. Aunque la mayor parte de la población siguió siendo campesina, lo cierto es que el impulso y las novedades ya no provenían del castillo o el monasterio, sino de la Corte y la ciudad. Entretanto, el amor cortés (procedente de la Provenza del siglo XI) y el ideal caballeresco se revitalizaron y pasaron a convertirse en una ideología justificativa del modo de vida nobiliario justo cuando este empezaba a estar en cuestión, viviendo una época dorada, obviamente decadente, localizada en el período de esplendor del ducado de Borgoña, que reflejó Johan Huizinga en su magistral El otoño de la Edad Media.

## El fin de la Edad Media en la península ibérica
Mientras que para el Mediterráneo Oriental el fin de la Edad Media supuso el avance imparable del islámico Imperio otomano, en el extremo occidental, los expansivos reinos cristianos de la península ibérica, tras un periodo de crisis y ralentización del avance secular hacia el sur, simplificaron el mapa político con la unión matrimonial de los Reyes Católicos (Fernando II de Aragón e Isabel I de Castilla), los acuerdos de estos con el de Portugal (Tratado de Alcáçovas, que suponían el reparto de influencias sobre el Atlántico) y la conquista de Granada. Navarra, dividida en una guerra civil entre bandos orientados e intervenidos por franceses y aragoneses, sería anexionada en su mayor parte a la creciente Monarquía Católica en 1512.

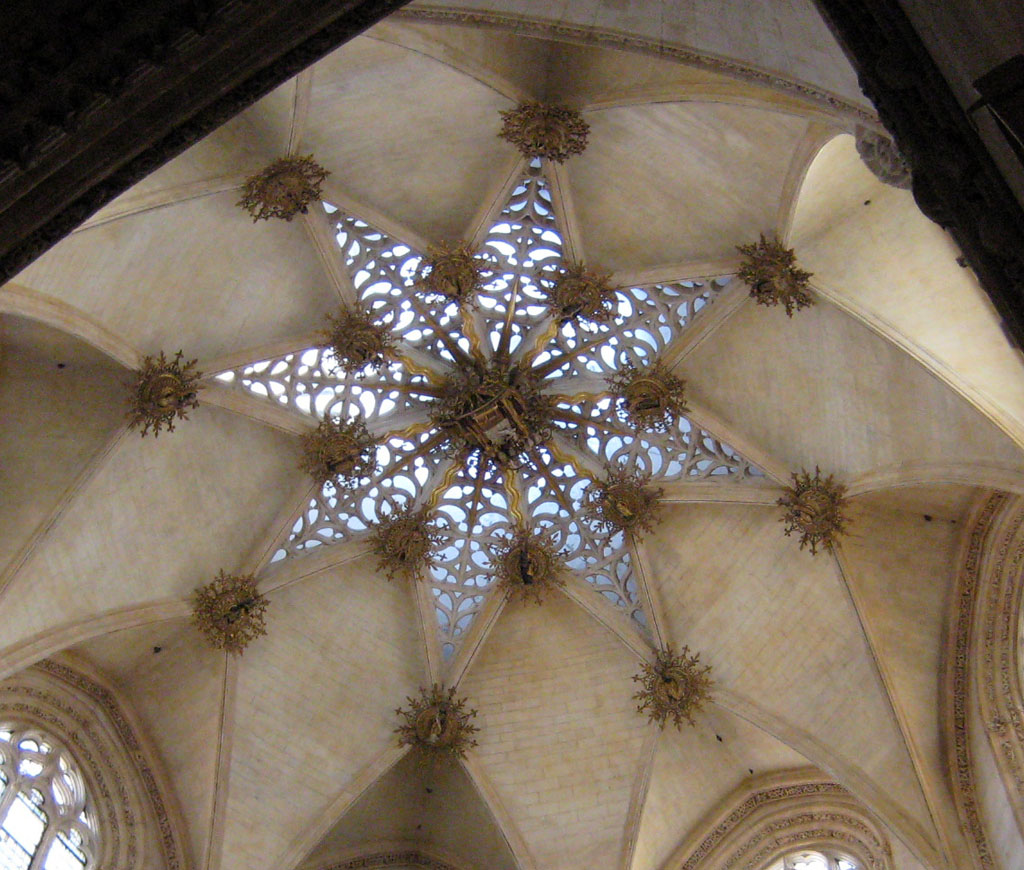
Capilla del Condestable en la Catedral de Burgos, gótico final (1482).
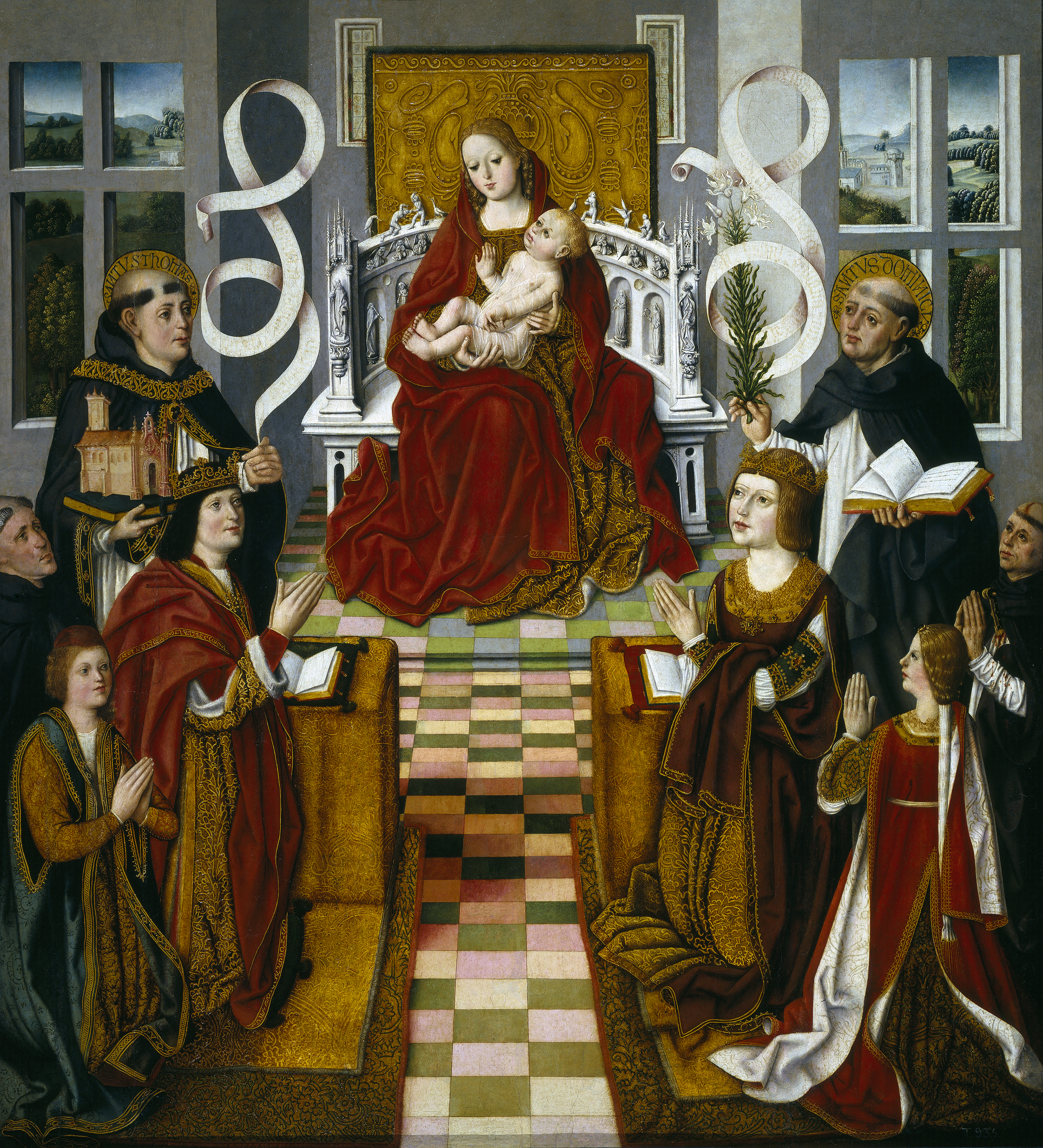
La Virgen de los Reyes Católicos, Maestro de la Virgen de los Reyes Católicos (anónimo hispano flamenco), 1491 - 1493, Museo del Prado.
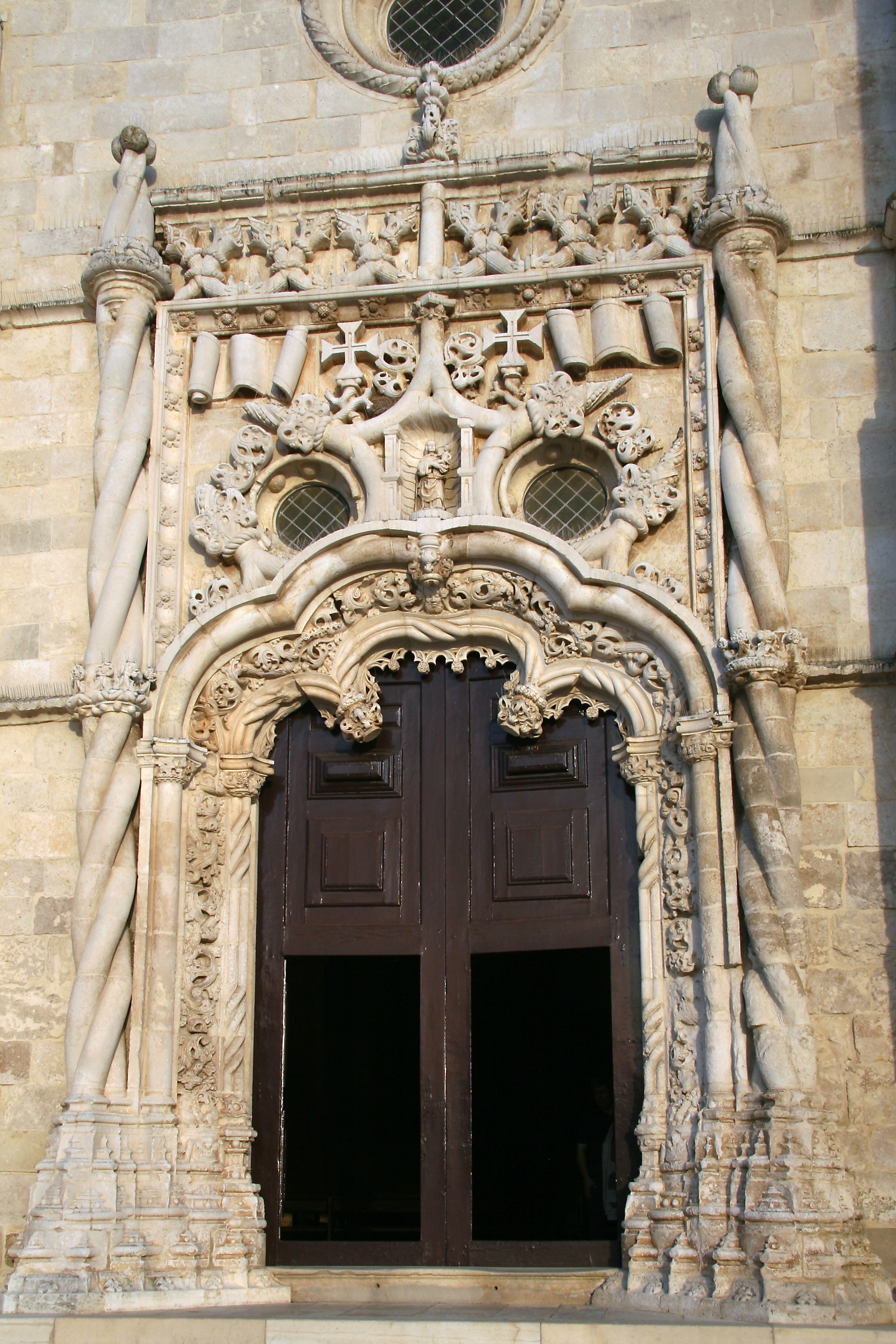
Portada manuelina de la iglesia de Golega. El retorcimiento de las columnas imita el de las gruesas maromas de los barcos, en una nación marinera volcada en la Era de los descubrimientos.
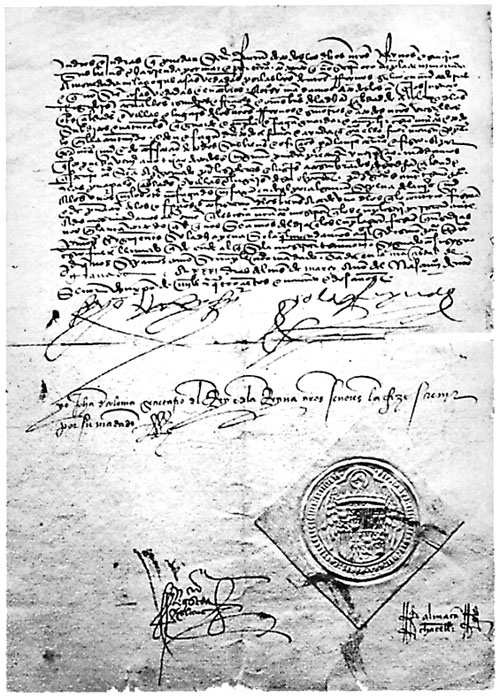
Decreto de la Alhambra por el que se expulsa a los judíos de España, el mismo año que se conquista Granada, se descubre América y Nebrija pública su Gramática Castellana: 1492. Es el final de la Edad Media y el comienzo de la Edad Moderna, con una unidad religiosa que acompañó a la unión de los reinos de la Monarquía Católica.